# Karl Hosch
Karl Hosch (* 5. Februar 1900 in Yverdon-les-Bains; † 5. Februar 1972 in Zürich) war ein Schweizer Maler, Zeichner und Grafiker.

## Leben und Werk
Karl Hosch war ein Enkel des Architekten, Kunst- und Glasmalers Eduard Hosch (1843–1908). Zudem war er mit dem Architekten, Grafiker und Kunstgewerbler Paul Hosch verwandt.
Hosch besuchte von 1917 bis 1919 die Kunstgewerbeschule Zürich. 1926 nahm er an der Biennale di Venezia teil. 1926 und 1928 erhielt er ein eidgenössisches Kunststipendium. Zwischen 1920 und 1958 unternahm er zahlreiche Studienreisen. Karl Hosch war Mitglied der Sektion Zürich der GSMBA. Seine Werke stellte er in zahlreichen Gruppenausstellungen aus. Ab 1930 lebte er in Oberrieden am Zürichsee. Ab 1940 führte Karl Hosch eine Reihe von Wandbildern, Fresken, Mosaiken und Sgraffitos aus. 1945 freundete er sich mit dem Maler Hannes Gruber an. 
Karl Hosch Werke finden sich in öffentlichen wie in privaten Sammlungen im In- und Ausland.